# هالوين إتش20: بعد 20 سنة
هالوين إتش20: بعد 20 سنة (بالإنجليزية: Halloween H20: 20 Years Later)‏ هو فيلم رعب تم إنتاجه في الولايات المتحدة وصدر سنة 1998 بطولة جيمي لي كرتيس وآدم أركين.

## القصة
يجب على لوري سترود ، عميدة مدرسة خاصة بشمال كاليفورنيا تحمل اسمًا مستعارًا ، أن تحارب مايكل مايرز للمرة الأخيرة ، حيث أن حياة ابنها على المحك.

## الميزانية والإيرادات
كلف الفيلم 17 مليون دولار وحقق أرباح تقدر بـ 75 مليون دولار.

## روابط فنية
هالوين إتش20: بعد 20 سنة على موقع IMDb (الإنجليزية)
- هالوين إتش20: بعد 20 سنة على موقع ميتاكريتيك (الإنجليزية)
- هالوين إتش20: بعد 20 سنة على موقع روتن توميتوز (الإنجليزية)
- هالوين إتش20: بعد 20 سنة على موقع نتفليكس (الإنجليزية)
- هالوين إتش20: بعد 20 سنة على موقع قاعدة بيانات الأفلام العربية
- هالوين إتش20: بعد 20 سنة على موقع ألو سيني (الفرنسية)
- هالوين إتش20: بعد 20 سنة على موقع Turner Classic Movies (الإنجليزية)
- هالوين إتش20: بعد 20 سنة على موقع أول موفي (الإنجليزية)
- هالوين إتش20: بعد 20 سنة على موقع بوكس أوفيس موجو (الإنجليزية)
- هالوين إتش20: بعد 20 سنة على موقع فيلمافينيتي (الإسبانية)